# Joe Riley (Fußballspieler, 1996)
Joe Riley (* 6. Dezember 1996 in Blackpool) ist ein englischer Fußballspieler.

## Karriere
Riley begann seine Karriere bei Manchester United. Nachdem er die Jugendabteilung durchlaufen hatte, rückte er zur Saison 2015/16 zunächst in den Kader der U21-Mannschaft auf. Im Februar 2016 stand er erstmals im Kader der Profimannschaft. Am 22. Februar 2016 gab er in der 5. Runde des FA Cups gegen Shrewsbury Town sein Profidebüt, als er zur zweiten Halbzeit für Cameron Borthwick-Jackson eingewechselt wurde. Drei Tage später debütierte er im Sechzehntelfinale der Europa League gegen den FC Midtjylland, als er in der Startelf stand. Zu einem Erstligaeinsatz für die Red Devils kam er jedoch nicht und spielte fortan wieder ausschließlich in der U21-Mannschaft. Im Januar 2017 wurde er für ein halbes Jahr an den Zweitligisten Sheffield United ausgelieheny, für den er verletzungsbedingt jedoch nur zwei Spiele bestritt.
Im Sommer 2018 wechselte er zum Drittligisten Bradford City, mit dem er am Saisonende jedoch in die vierte Liga abstieg. Nachdem er bereits ab Oktober 2018 verletzt ausgefallen war, bestritt er dort auch in der anschließenden Saison 2019/20 kein Spiel mehr für den Verein. Nach Auslaufen seines Vertrages schloss er sich im Sommer 2020 dem Ligakonkurrenten Carlisle United an, bei dem er sich als Stammspieler durchsetzen konnte. Nach zwei Jahren wechselte er 2022 zum Viertliga-Konkurrenten FC Walsall.